# Sam Falle
Sir Samuel Falle (19 febbraio 1919 – 20 febbraio 2014) è stato un ufficiale e diplomatico inglese.

## Carriera
Servì nella Royal Navy (1937-1948). Servì sulla HMS Encounter, prendendo parte alla Seconda battaglia del Mare di Giava, dove subì gravi danni e venne affondata. Essi sono stati successivamente salvati dal cacciatorpediniere Ikazuchi dalla Marina imperiale giapponese comandato da Shunsaku Kudō. Falle trascorse tre anni e mezzo come un prigioniero di guerra.
Falle aderì al Servizio Esteri nel 1948 e servì a Shiraz, Teheran, Beirut e Baghdad. Era console generale a Göteborg (1961-1963), capo del dipartimento ONU presso il Ministero degli Esteri (1963-1967) e accompagnò Lord Shackleton in missione a Aden nel 1967. È stato vice Alto Commissario a Kuala Lumpur (1967-1969), ambasciatore in Kuwait (1969-1970), Alto Commissario per Singapore (1970-1974), ambasciatore in Svezia (1974-1977) e Alto Commissario per la Nigeria (1977-1978). Poi si ritirò dal servizio diplomatico e si unì alla Commissione europea, diventando delegato CE Algeria (1979-1982), poi a lavorare come consulente per l'aiuto allo sviluppo in Africa tra cui la valutazione di CEE aiuti a Zambia (1983-1984) e gli aiuti svedese nell'eSwatini nel 1986.